# Muriel Turner, Baroness Turner of Camden

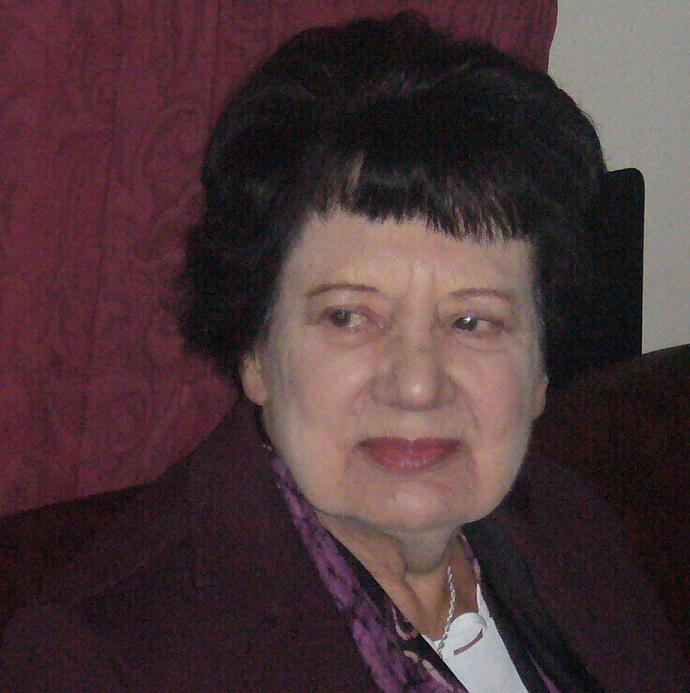
Muriel Turner, Baroness Turner of Camden (2010)

Muriel Winifred Turner, Baroness Turner of Camden (* 18. September 1927; † 26. Februar 2018) war eine britische Politikerin der Labour Party, die ab 1985 Mitglied des House of Lords war.

## Leben
Muriel Turner, Mitglied der Labour Party, war zwischen 1977 und 1993 Mitglied der Behörde für Betriebsrenten (Occupational Pensions Board) und gehörte daneben von 1982 bis 1988 der Kommission für Chancengleichheit (Equal Opportunities Commission) als Mitglied an.
1985 wurde sie als Life Peeress mit dem Titel Baroness Turner of Camden, of Camden in Greater London, in den Adelsstand erhoben. Am 18. Juni 1985 erfolgte ihre Einführung (Introduction) als Mitglied des House of Lords. Während ihrer Mitgliedschaft im Oberhaus war sie zwischen 1987 und 1996 Sprecherin der oppositionellen Labour-Fraktion für soziale Sicherheit und Beschäftigung.
Daneben war sie zwischen 1989 und 2007 auch Mitglied des Rates des Pensionsberatungsdienstes (Pension Advisory Service) sowie von 1994 bis 1997 Vorsitzende des PIA-Rates für Ombudsmänner.
Baroness Turner war schließlich von 1997 bis 2008 auch stellvertretende Vorsitzende der Ausschüsse (Deputy Chair of Committees) sowie daneben von 2002 bis 2008 stellvertretende Sprecherin (Deputy Speaker) des Oberhauses.
Des Weiteren engagierte sie sich als Vizepräsidentin der British Humanist Association (BHA) und war darüber hinaus Ehrenmitglied der National Secular Society (NSS).